# کونیه کیتاموتو
کونیه کیتاموتو (انگلیسی: Kunie Kitamoto؛ زادهٔ ۱۸ سپتامبر ۱۹۸۱) بازیکن فوتبال اهل ژاپن است.
از باشگاه‌هایی که در آن بازی کرده‌است می‌توان به باشگاه فوتبال ویسل کوبه اشاره کرد.